# Горицвет кожистый
Горицве́т ко́жистый, или Ли́хнис коро́нчатый (лат. Lýchnis coronária) — вид двудольных цветковых растений, включённый в род Зорька (Lychnis) семейства Гвоздичные (Caryophyllaceae). По другой классификации, относится к роду Смолёвка (Silene) в широком понимании, ранее включался в род Горицвет (Coronaria).

## Ботаническое описание

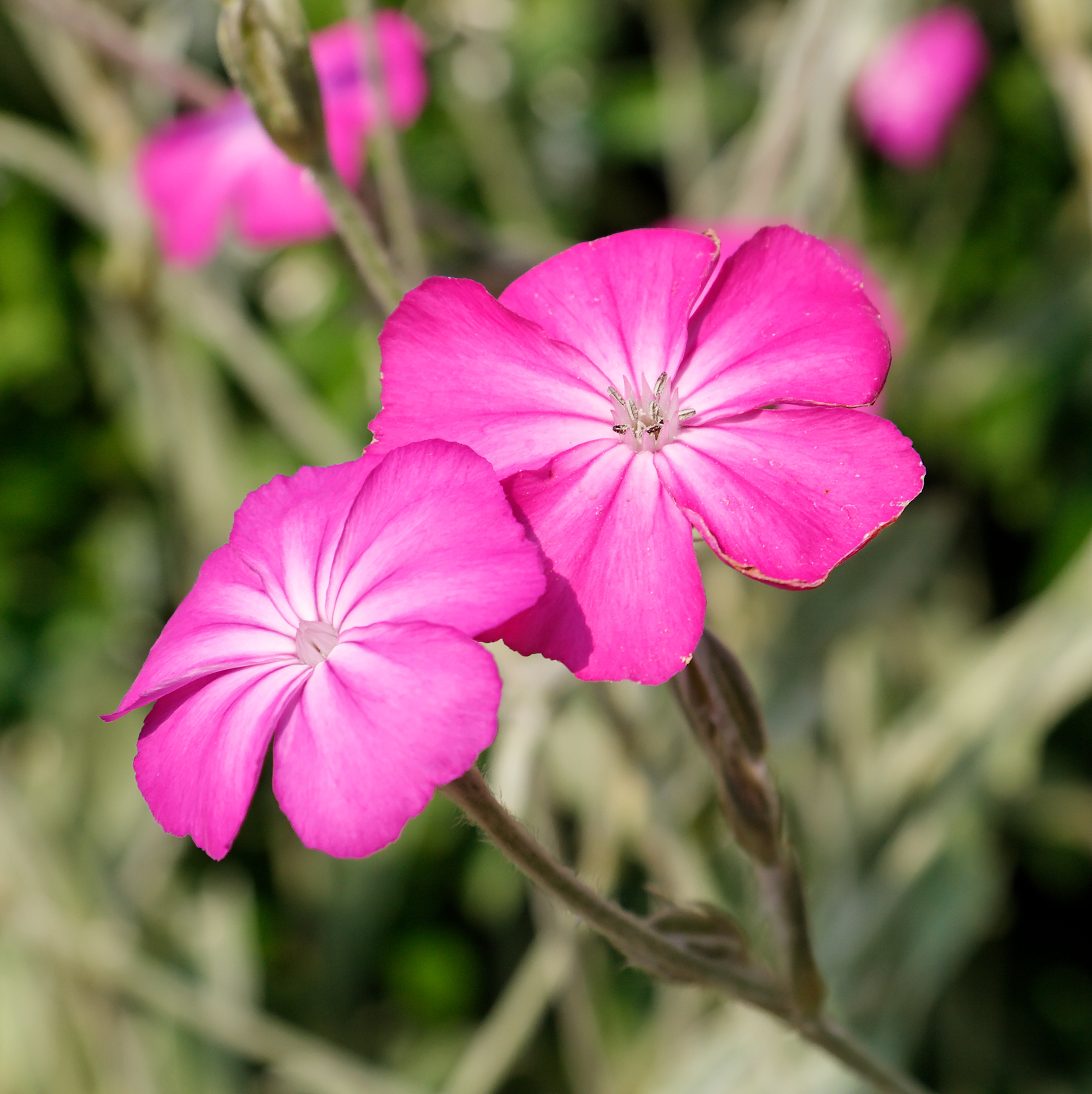
Цветки

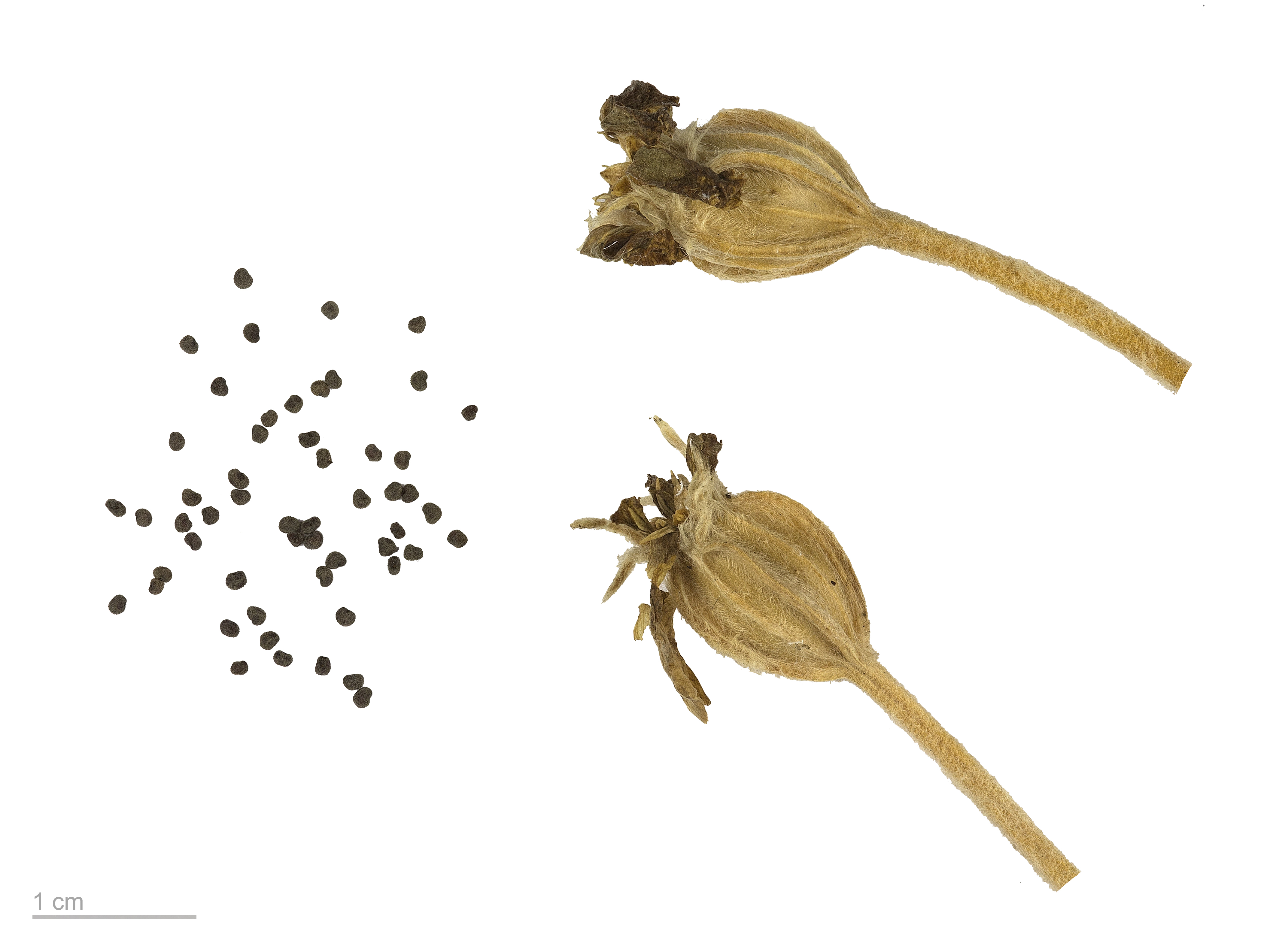
Плоды и семена

Многолетнее травянистое растение, покрытое густым мягким беловатым опушением. Стебли прямостоячие, ветвящиеся, в основании часто деревянистые, достигающие от 0,4 до 1 м в высоту.
Прикорневые листья обратноланцетовидные, заострённые. Стеблевые листья супротивные, в 5—10 парах, сидячие, до 10 см длиной, с обеих сторон покрытые шелковистым серовато-белым опушением.
Цветки собраны в рыхлые дихазиальные соцветия на верхушке побега, около 3,5 см в диаметре. Прицветники листовидные, до 2 см длиной. Чашечка обратнояйцевидная, опушённая, с зазубренным краем. Венчик насыщенно малиново-розовый, реже белый, лепестки неглубоко разделены на две доли, широкообратнояйцевидные. Пестики в числе 5.
Плод — продолговато-обратнояйцевидная коробочка до 1,5 см в диаметре, раскрывающаяся пятью створками. Семена фасолевидные, серо-коричневые.
Число хромосом 2n = 24.

## Ареал
Естественный ареал горицвета кожистого — Закавказье, Крым, Молдова, Средняя Азия.
Горицвет издавна выращивается в качестве декоративного садового растения в Европе и Северной Америке, где нередко дичает.

## Таксономия
|  |                                      |  |                                                         |                                                         |                      |  | ещё 33 семейства (согласно Системе APG III) | ещё 33 семейства (согласно Системе APG III) |                       |  |  |  | ещё более 420 видов |
|  |                                      |  |                                                         |                                                         |                      |  | ещё 33 семейства (согласно Системе APG III) | ещё 33 семейства (согласно Системе APG III) |                       |  |  |  | ещё более 420 видов |
|  |                                      |  |                                                         | порядок Гвоздичноцветные                                |                      |  |                                             |                                             | род Смолёвка          |  |  |  |                     |
|  |                                      |  |                                                         | порядок Гвоздичноцветные                                |                      |  |                                             |                                             | род Смолёвка          |  |  |  |                     |
|  | отдел Цветковые, или Покрытосеменные |  |                                                         |                                                         | семейство Гвоздичные |  |                                             |                                             | вид Горицвет кожистый |  |  |  |                     |
|  | отдел Цветковые, или Покрытосеменные |  |                                                         |                                                         | семейство Гвоздичные |  |                                             |                                             |                       |  |  |  |                     |
|  |                                      |  | ещё 58 порядков цветковых растений (по Системе APG III) | ещё 58 порядков цветковых растений (по Системе APG III) |                      |  |                                             | ещё 87 родов                                | ещё 87 родов          |  |  |  |                     |
|  |                                      |  |                                                         | ещё 58 порядков цветковых растений (по Системе APG III) |                      |  |                                             |                                             | ещё 87 родов          |  |  |  |                     |

### Синонимы
- Agrostemma coronaria L., 1753basionym
- Agrostemma flos-jovis Pollich, 1776
- Agrostemma grandiflora Döll, 1843
- Coronaria coriacea (Moench) Schischk., 1936
- Coronaria coronaria (L.) Huth, 1893, nom. illeg.
- Coronaria tomentosa A.Braun, 1843
- Lychnis coriacea Moench, 1794
- Silene coronaria (L.) Clairv., 1811